# Klosterlechfeld
Klosterlechfeld ist eine Gemeinde im schwäbischen Landkreis Augsburg. Die Gemeinde liegt im Lechfeld südlich von Augsburg und nördlich von Landsberg am Lech. Außer dem Hauptort gibt es keine weiteren Gemeindeteile.

## Geschichte
Die Ortschaft Klosterlechfeld entstand ab dem 17. Jahrhundert rund um das Kloster Lechfeld und die dazugehörige Wallfahrtskirche Maria Hilf. Die Wallfahrt geht auf eine 1602 von Regina von Imhof, einer im benachbarten Untermeitingen lebenden Gutsherrin, nach Plänen des Augsburger Stadtbaumeisters Elias Holl erbauten kleinen Kapelle zurück.
Das Franziskanerkloster, ab 1624 Hospiz, ab 1668 Konvent, gehörte zunächst zur Straßburger Ordensprovinz, ab dem 19. Jahrhundert zur bayerischen Ordensprovinz und beherbergte bis zu 30 Franziskanerbrüder. Die Wallfahrtskirche wurde im 17. Jahrhundert schrittweise ausgebaut und vergrößert und im Wesentlichen in der ersten Hälfte des 18. Jahrhunderts neu ausgestaltet. Sie zählt heute noch zu den schönsten Rokokokirchen der Region. Während der Säkularisation fiel der Klosterbesitz zunächst an den Deutschen Orden, 1806 dann an das Königreich Bayern. Das Franziskanerkloster blieb jedoch ununterbrochen bestehen, während der Säkularisationszeit als Aussterbekloster, ab 1830 dann wieder als vollwertiger Konvent. 1993 verließen die letzten Franziskaner das Kloster, das Klostergebäude wurde vom Freistaat an das Bistum Augsburg verkauft und beherbergt heute Räume der seit 1952 selbständigen Pfarrgemeinde „Maria Hilf“ Klosterlechfeld.
Rund um die Wallfahrtskirche und das Kloster siedelten sich im Laufe der Zeit vor allem Händler, Krämer und Gastwirte an, um die Bedürfnisse der Wallfahrer zu bedienen. Hieraus entstanden vier jährliche Märkte während des Sommers, die überregionale Bedeutung erlangten. Der kleine Weiler gehörte zur Grundherrschaft der in Untermeitingen begüterten Augsburger Patrizierfamilie von Imhof, später dann zur Ruralgemeinde Untermeitingen. Am 16. April 1928 wurde die Gemeinde Lechfeld als selbständige politische Gemeinde amtlich – zur Unterscheidung vom benachbarten Lagerlechfeld – in Klosterlechfeld umbenannt. Seit der Gemeindegebietsreform 1972 ist die Gemeinde wieder mit der Nachbargemeinde Untermeitingen in einer Verwaltungsgemeinschaft verbunden.

### Einwohnerentwicklung
Zwischen 1988 und 2018 wuchs die Gemeinde von 1858 auf 2966 um 1108 Einwohner bzw. um 59,6 %.

## Politik und Öffentliche Verwaltung

### Bürgermeister
Erster Bürgermeister ist Rudolf Schneider (parteilos) seit 2014; dieser wurde am 15. März 2020 bei einem Mitbewerber mit 70,8 % der Stimmen im Amt bestätigt.

### Gemeinderat
Der Gemeinderat setzt sich aus 14 Mitgliedern zusammen. Nach der Kommunalwahl am 15. März 2020 bildeten sich folgende Fraktionen im Gemeinderat:
- CSU: 5 Sitze (37,7 %)
- G.f.K. – Gemeinsam für Klosterlechfeld: 3 Sitze (17,2 %)
- Fraktionsgemeinschaft Bündnis 90/Die Grünen/SPD: 2 Sitze (16,5 %)
- Freie Wähler Vereinigung Klosterlechfeld: 2 Sitze (14,9 %)
- Unabhängige Klosterlechfelder Wählergemeinschaft: 2 Sitze (13,7 %)

### Mitgliedes des Kreistages (Augsburg-Land)
Seit den Kommunalwahlen 2020 wird die Gemeinde Klosterlechfeld erstmals durch  Matthias Krause (FDP) im Augsburger Kreistag vertreten.

### Wappen
| Wappen Gde. Klosterlechfeld | Blasonierung: „Gespalten von Rot und Silber, darauf ein gespaltenes Antoniuskreuz in verwechselten Farben, beseitet von zwei sechsstrahligen Sternen in gleichen Farben.“ |
| Wappen Gde. Klosterlechfeld | Wappenbegründung: Das Antoniuskreuz im Gemeindewappen ist dem seit dem 17. Jahrhundert überlieferten Klostersiegel der Lechfelder Franziskaner entnommen. Die Sterne stehen als Symbol für die Marienwallfahrt. Die Wappenfarben Rot und Silber sollen an die engen Beziehungen zum Hochstift Augsburg erinnern. Dieses Wappen wird seit 1966 geführt. |

### Verwaltung
Die Gemeinde ist Mitglied der Verwaltungsgemeinschaft Lechfeld mit Sitz in Untermeitingen.

## Sehenswürdigkeiten
- Ehemaliges Franziskanerkloster mit der barocken Wallfahrtskirche Maria Hilf.
- Kalvarienberg Klosterlechfeld: Auf Anregung von Pater Sebastian Höß wurde auf dem Platz gegenüber der Wallfahrtskirche (seit 1980 Franziskanerplatz) ein Kalvarienberg errichtet. Die 1719 eingeweihte Anlage wurde 1851–1852[8] von August von Voit erneuert.
- Naturdenkmal „Alte Schachtel“ südlich der Tennis- und Fußballplätze. Im Mai 1980 wurde diese seltene Heidefläche zum Naturdenkmal erklärt. Rundherum angelegte Fußwege erschließen die „Alte Schachtel“ für Spaziergänger.

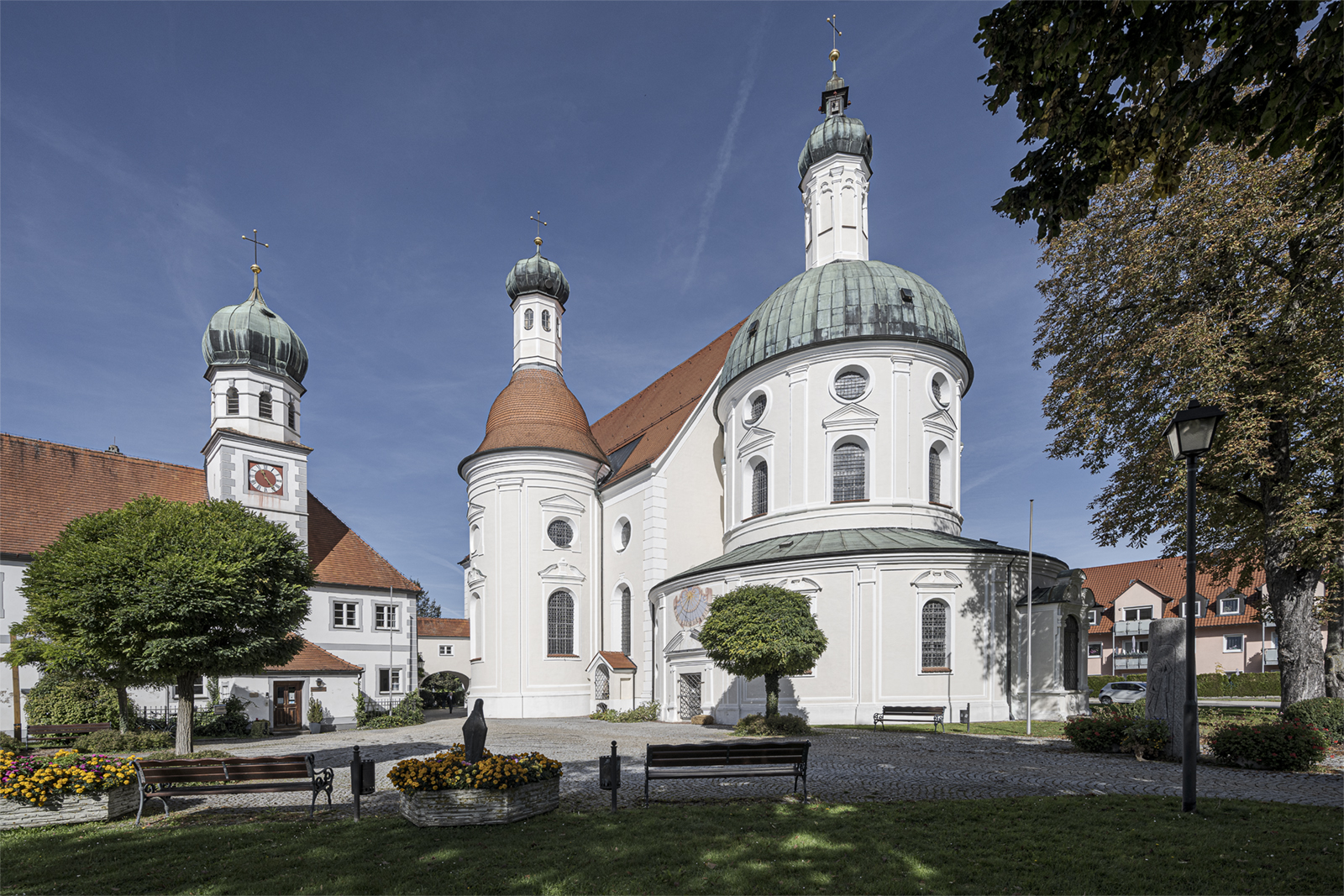
Klosterlechfeld mit Kirche Zu unserer lieben Frau
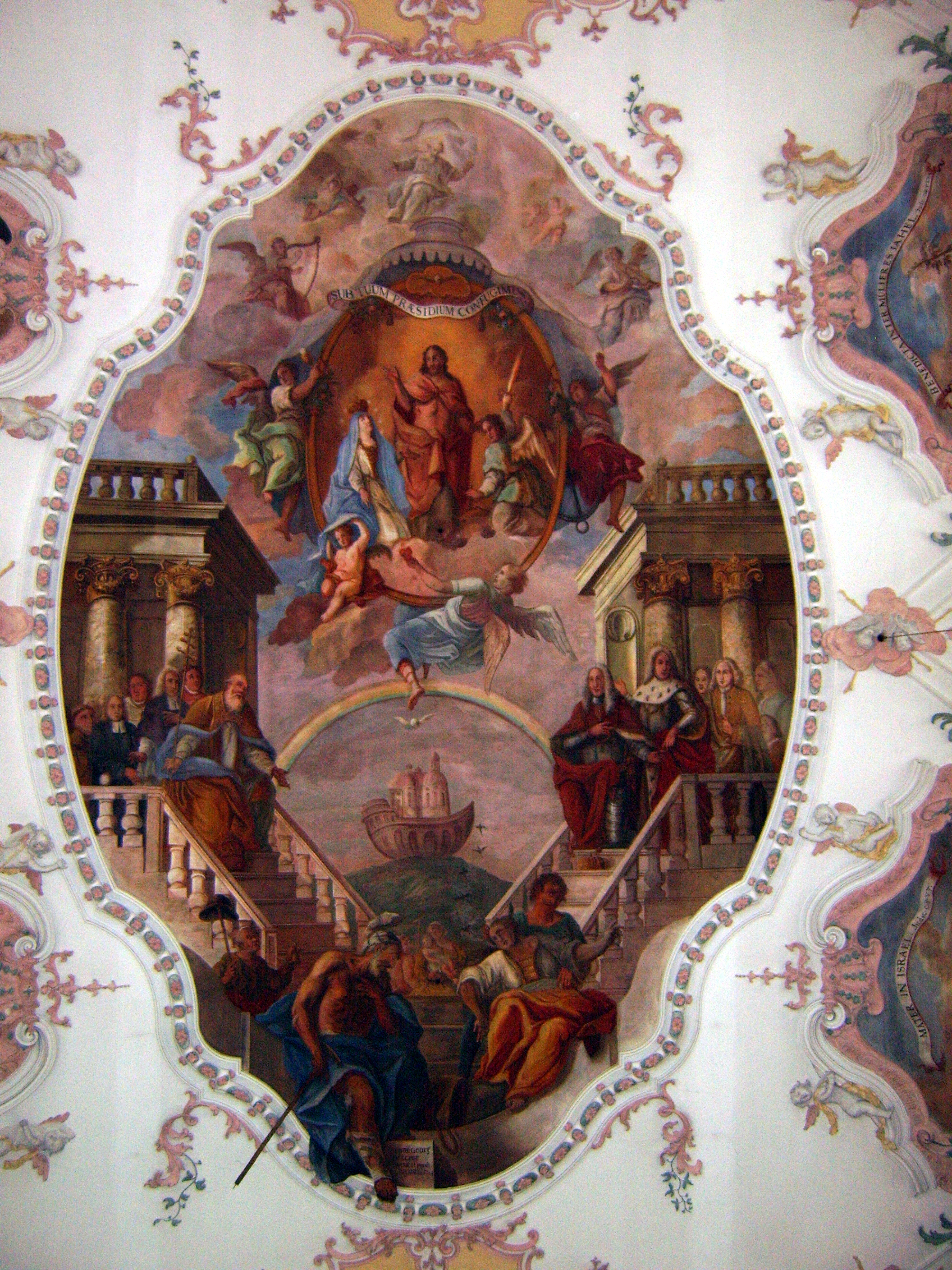
Kirchenhimmel der Wallfahrtskirche Maria Hilf
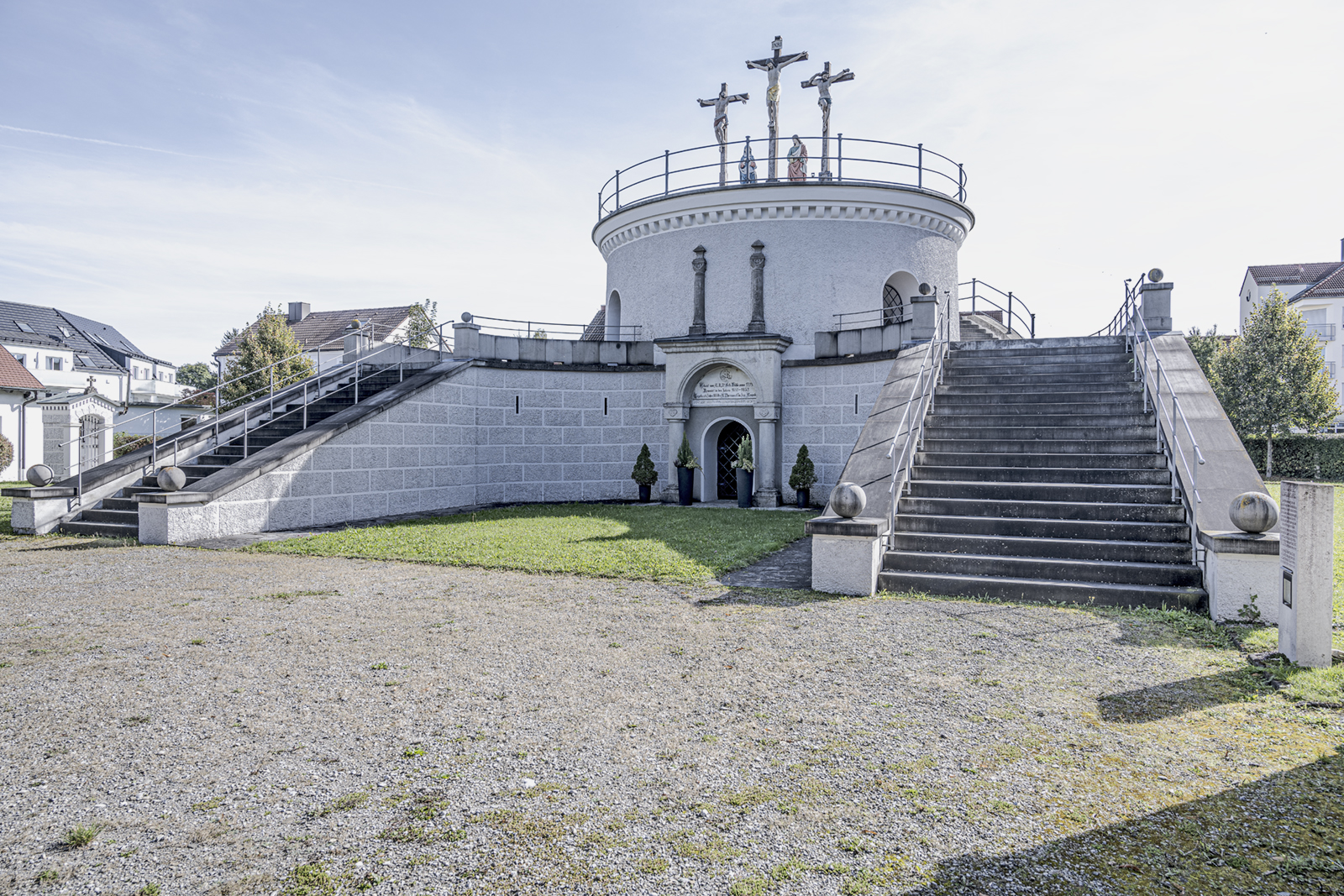
Gesamtansicht Kalvarienberg
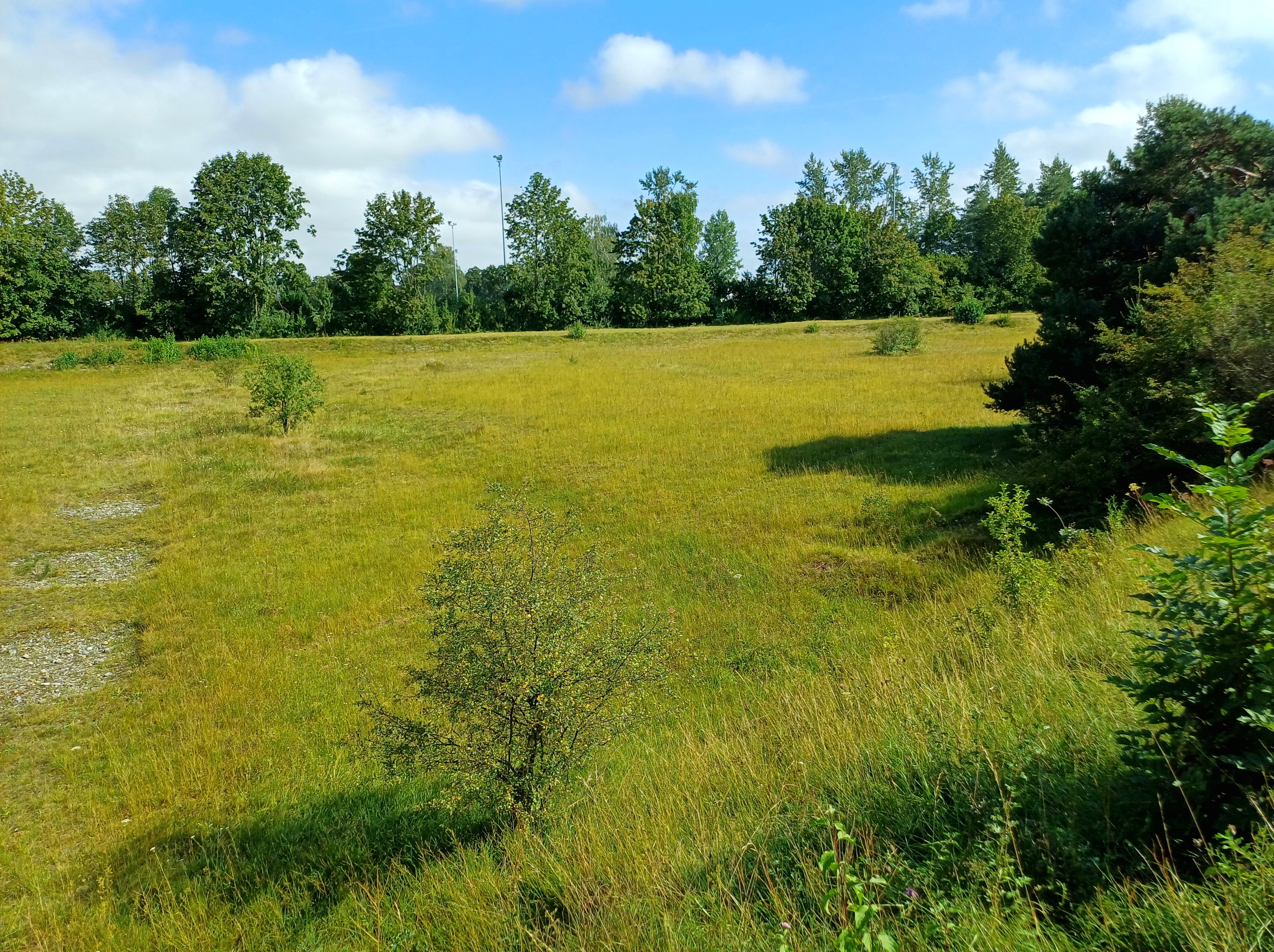
Naturdenkmal „Alte Schachtel“